# Mistrzostwa Europy w Lekkoatletyce 1982 – sztafeta 4 × 400 m mężczyzn
Sztafeta 4 × 400 metrów mężczyzn była jedną z konkurencji rozgrywanych podczas XIII mistrzostw Europy w Atenach. Biegi eliminacyjne zostały rozegrane 10 września, a bieg finałowy  11 września 1982 roku. Zwycięzcą tej konkurencji została sztafeta Republiki Federalnej Niemiec w składzie: Erwin Skamrahl, Harald Schmid, Thomas Giessing i Hartmut Weber. W rywalizacji wzięło udział pięćdziesięciu zawodników z dwunastu reprezentacji.

## Rekordy
| Rekord świata     | Stany Zjednoczone · (Vincent Matthews, Ron Freeman, Larry James, Lee Evans)   | 2:56,16 | Meksyk, Meksyk        | 20.10.1968 |
| Rekord Europy     | Wielka Brytania · (Martin Reynolds, Alan Pascoe, David Hemery, David Jenkins) | 3:00,46 | Monachium, RFN        | 10.09.1972 |
| Rekord mistrzostw | RFN · (Martin Weppler, Franz-Peter Hofmeister, Bernd Herrmann, Harald Schmid) | 3:02,03 | Praga, Czechosłowacja | 03.09.1978 |

## Wyniki

### Eliminacje
Rozegrano dwa biegi eliminacyjne. Do finału awansowały po trzy najlepsze zespoły (Q), a także dwa spośród pozostałych z najlepszymi czasami (q.
Bieg 1
| Miejsce | Reprezentacja   | Zawodnicy                                                                | Czas    | Uwagi |
| ------- | --------------- | ------------------------------------------------------------------------ | ------- | ----- |
| 1       | Wielka Brytania | David Jenkins, Garry Cook, Todd Bennett, Phil Brown                      | 3:02,52 | Q     |
| 2       | ZSRR            | Pawieł Konowałow, Władimir Prosin, Pawieł Roszczin, Aleksandr Troszcziło | 3:02,98 | Q     |
| 3       | Czechosłowacja  | František Břečka, Dušan Malovec, Miroslav Zahorak, Stanislav Sajdok      | 3:03,06 | Q     |
| 4       | Włochy          | Roberto Tozzi, Roberto Ribaud, Pietro Mennea, Mauro Zuliani              | 3:03,66 | q     |
| 5       | Szwecja         | Sven Nylander, Staffan Blomstrand, Eric Josjö, Per-Ola Olsson            | 3:05,32 | q     |
| 6       | Jugosławia      | Ismail Mačev, Goran Humar, Jozef Kereši, Željko Knapić                   | 3:08,44 |       |

Bieg 2
| Miejsce | Reprezentacja | Zawodnicy                                                                         | Czas    | Uwagi |
| ------- | ------------- | --------------------------------------------------------------------------------- | ------- | ----- |
| 1       | Polska        | Ryszard Wichrowski, Ryszard Szparak, Ryszard Podlas, Andrzej Stępień              | 3:05,31 | Q     |
| 2       | RFN           | Erwin Skamrahl, Harald Schmid, Edgar Nakladal, Hartmut Weber                      | 3:05,35 | Q     |
| 3       | Francja       | Aldo Canti, Paul Bourdin, Didier Dubois, Pascal Barré                             | 3:05,49 | Q     |
| 4       | Szwajcaria    | Andreas Kaufmann, Urs Kamber, René Gloor, Rolf Gisler                             | 3:05,64 |       |
| 5       | Grecja        | Jeorjos Wamwakas, Nikolaos Megalemos, Panajotis Stefanopulos, Atanasios Kalojanis | 3:09,42 |       |
| –       | Hiszpania     | Benjamín González, Marceliano Ruiz, Colomán Trabado, Ángel Heras                  | DNF     |       |

### Finał
| Miejsce | Reprezentacja   | Zawodnicy                                                              | Czas    | Uwagi |
| ------- | --------------- | ---------------------------------------------------------------------- | ------- | ----- |
| 1       | RFN             | Erwin Skamrahl, Harald Schmid, Thomas Giessing, Hartmut Weber          | 3:00,51 | CR    |
| 2       | Wielka Brytania | David Jenkins, Garry Cook, Todd Bennett, Phil Brown                    | 3:00,68 |       |
| 3       | ZSRR            | Aleksandr Troszcziło, Pawieł Roszczin, Pawieł Konowałow, Wiktor Markin | 3:00,80 |       |
| 4       | Polska          | Ryszard Wichrowski, Ryszard Szparak, Andrzej Stępień, Ryszard Podlas   | 3:02,77 |       |
| 5       | Czechosłowacja  | František Břečka, Dušan Malovec, Miroslav Zahorak, Stanislav Sajdok    | 3:02,82 |       |
| 6       | Włochy          | Roberto Tozzi, Roberto Ribaud, Pietro Mennea, Mauro Zuliani            | 3:03,21 |       |
| 7       | Francja         | Aldo Canti, Paul Bourdin, Didier Dubois, Pascal Barré                  | 3:04,73 |       |
| 8       | Szwecja         | Sven Nylander, Eric Josjö, Per-Ola Olsson, Staffan Blomstrand          | 3:06,91 |       |